# Standortübungsplatz Holzwickede-Hengsen
Der Standortübungsplatz Holzwickede-Hengsen war ein Standortübungsplatz der Bundeswehr im Ortsteil Hengsen von Holzwickede, Kreis Unna.
Im Jahre 1935 wurde in den Gemeinden Hengsen und Opherdicke durch Enteignung ein etwa 260 Hektar großes Gelände für die in Dortmund stationierten Soldaten der Wehrmacht geschaffen.
Holzwickede war ab 6. März 1969 Standort der 3. Staffel der Flugabwehrraketengruppe 21. Sie war mit dem Waffensystem Nike Hercules ausgestattet. Für dieses Waffensystem waren auch Nuklearsprengköpfe vorhanden. Die Sprengköpfe standen unter der Bewachung des Team B im 66. US Army Artillery Detachment (66th USAAD).
Am 22. Dezember 1984 wurde beschlossen, das Waffensystem Nike-Herkules bis 1988 durch das mobile Waffensystem Patriot zu ersetzen. Das 66th USAAD wurde am 25. Juli 1985 verabschiedet. Am 29. September 1989 wurden die Großgeräte des Waffensystems Patriot dem Standort zugeführt. 
Am 28. Mai 2004 wurde die Emscher-Kaserne in Holzwickede geschlossen. Der Standortübungsplatz wird weiterhin genutzt von Soldaten der Glückauf-Kaserne Unna-Königsborn.
Das Gelände wird vom Hengser Bach durchflossen.  